# Sesostris II
Senusert, Senusert II, o Sesostris II, es el cuarto faraón de la dinastía XII de Egipto. Gobernó de c. 1880-1874 a. C.  
Es denominado en la lista Real de Abidos y la lista Real de Saqqara, pero su nombre es ilegible en el Canon Real de Turín. En los epítomes de Manetón no se le menciona. Su 6º año de reinado está documentado en un relieve de un muro de la tumba del nomarca Jnumhotep II, en Beni Hassan.

## Biografía
A diferencia de su sucesor, el faraón Senusert II (Sesostris II) mantuvo buenas relaciones con varios nomarcas locales, los influyentes gobernadores provinciales de Egipto que en esta época eran casi tan poderosos como el propio faraón.
Senusert II destinó grandes recursos a la región del oasis de El Fayum ordenando emprender los trabajos de un amplio sistema de irrigación, desde el actual Bahr Yusuf "Canal de José" al lago Birket Qarun, mediante la construcción de un dique en El Lahun y una extensa red de canales de riego. El propósito de su gran proyecto era conseguir aumentar la superficie de tierras cultivables en la región. 
La importancia de este proyecto es resaltada por la decisión de Senusert II de trasladar la necrópolis real de Dahshur a El Lahun, en donde él ordenó erigir su pirámide. El Lahun, de ahora en adelante, queda como capital política de las dinastías XII y XIII de Egipto. 

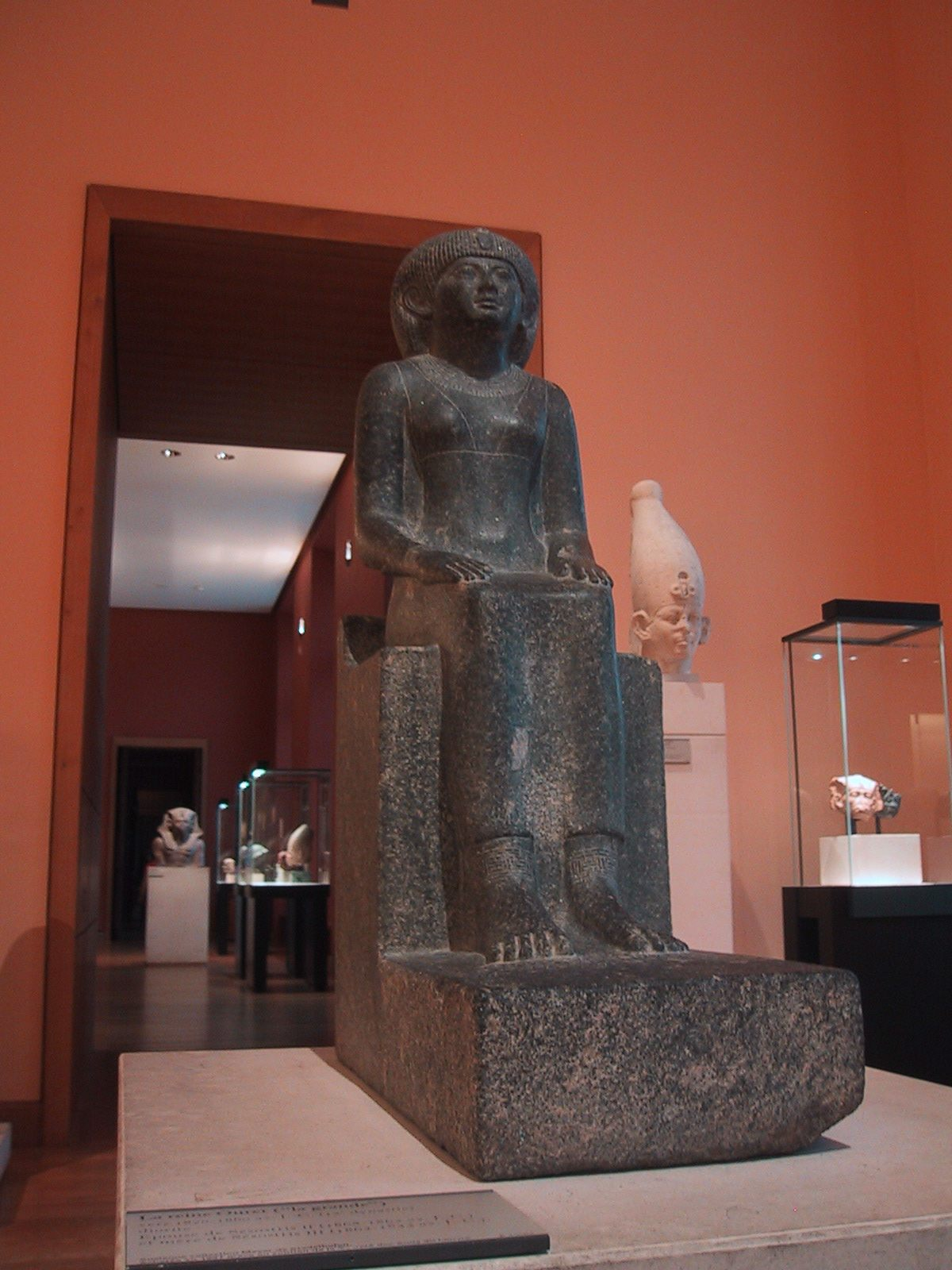
La reina Ueret. Louvre.

El rey estableció también la primera ciudad de trabajadores conocida, situada en el pueblo cercano a Kahun y llamada Senusrethotep, que será prototipo de la ciudad de artesanos del Imperio Nuevo, en Deir el-Medina.

## Testimonios de su época

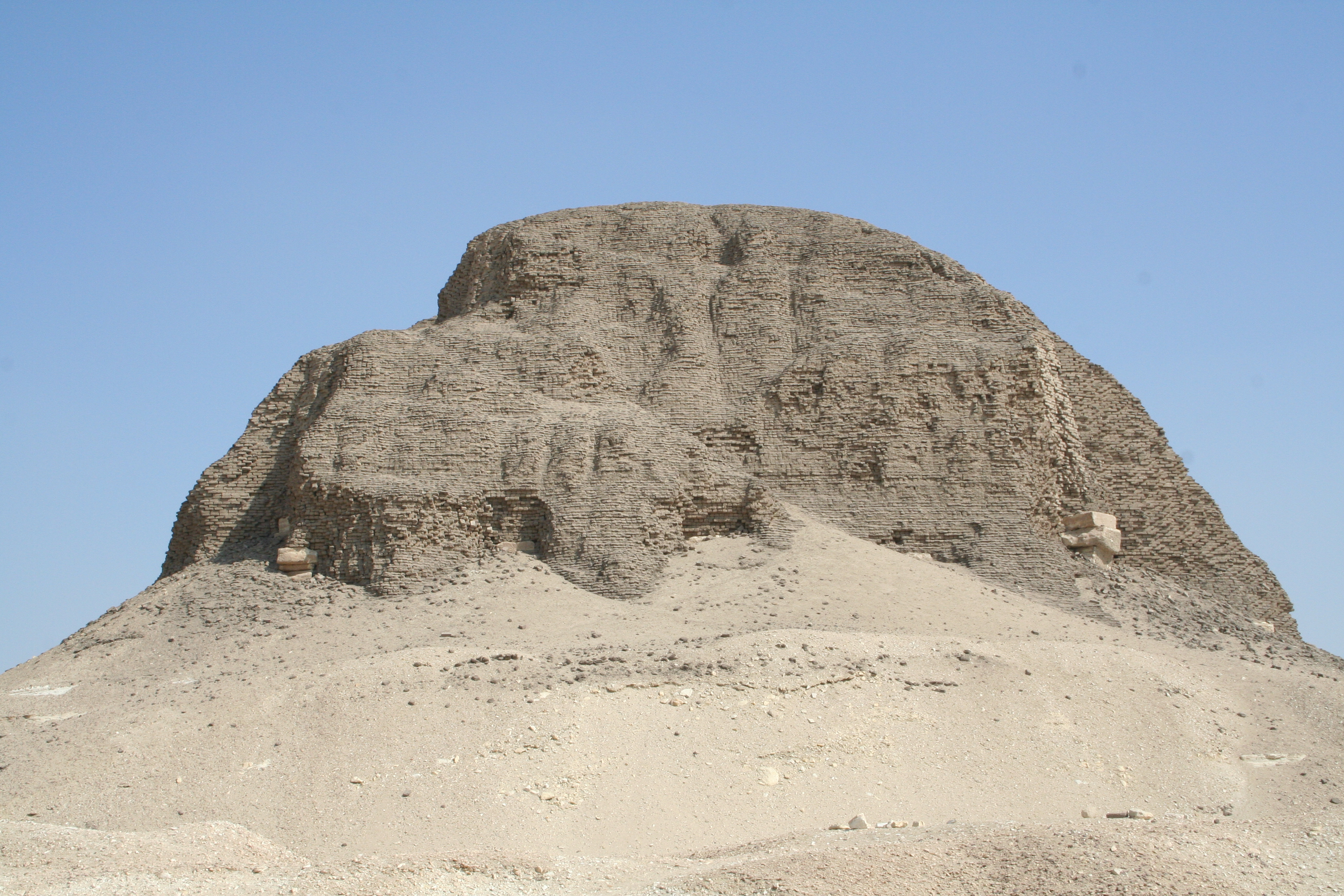
Pirámide de Senusert II en El Lahun.

Su posible lugar del entierro, la pirámide construida con adobes, de 106 m de base y casi cincuenta metros de altura, se erigió en El Lahun.
- Esfinge proveniente de Heliópolis, en el Museo de El Cairo (Sourouzian 1996)
- Mencionado en varias inscripciones en una roca cerca de Asuán, citado junto con Amenemhat II (de Morgan 1894: 24.165; 25.178)
- Numerosas referencias a su culto en los papiros de El Lahun (Flinders Petrie)

La esposa del rey, la que está con la corona blanca, Ueret –Fragmento Lahun, UC14616–

## Titulatura
| Titulatura | Jeroglífico | Transliteración (transcripción) - traducción - (referencias) |

| G5 |

| G5 |

| S29 | T32 | w | N16 · N16 |

| S29 | T32 | w | N16 · N16 |

| S29 | T32 | w | N16 · N16 |

| S29 | T32 | w | N16 · N16 |

| G5 |

| G5 |

| S29 | T32 | w | N16 · N16 |

| S29 | T32 | w | N16 · N16 |

| S29 | T32 | w | N16 · N16 |

| S29 | T32 | w | N16 · N16 |

| G16 |

| G16 |

| S29 | N28 · D36 | Y1V | Aa11 · D36 · X1 | H6 |

| S29 | N28 · D36 | Y1V | Aa11 · D36 · X1 | H6 |

| G16 |

| G16 |

| S29 | N28 · D36 | Y1V | Aa11 · D36 · X1 | H6 |

| S29 | N28 · D36 | Y1V | Aa11 · D36 · X1 | H6 |

| G8 |

| G8 |

| R8A | R4 |

| R8A | R4 |

| G8 |

| G8 |

| R8A | R4 |

| R8A | R4 |

| N5 | L1 | N28 |

| N5 | L1 | N28 |

| N5 | L1 | N28 |

| N5 | L1 | N28 |

| N5 | L1 | N28 |

| N5 | L1 | N28 |

| N5 | L1 | N28 |

| N5 | L1 | N28 |

| N5 | L1 | N28 |

| N5 | L1 | N28 |

| N5 | L1 | N28 |

| N5 | L1 | N28 |

| N5 | L1 | N28 |

| N5 | L1 | N28 |

| N5 | L1 | N28 |

| N5 | L1 | N28 |

| F12 | S29 | D21 · X1 | O34 · N35 |

| F12 | S29 | D21 · X1 | O34 · N35 |

| F12 | S29 | D21 · X1 | O34 · N35 |

| F12 | S29 | D21 · X1 | O34 · N35 |

| F12 | S29 | D21 · X1 | O34 · N35 |

| F12 | S29 | D21 · X1 | O34 · N35 |

| F12 | S29 | D21 · X1 | O34 · N35 |

| F12 | S29 | D21 · X1 | O34 · N35 |

| F12 | S29 | D21 · X1 | O34 · N35 |

| F12 | S29 | D21 · X1 | O34 · N35 |

| F12 | S29 | D21 · X1 | O34 · N35 |

| F12 | S29 | D21 · X1 | O34 · N35 |

| F12 | S29 | D21 · X1 | O34 · N35 |

| F12 | S29 | D21 · X1 | O34 · N35 |

| F12 | S29 | D21 · X1 | O34 · N35 |

| F12 | S29 | D21 · X1 | O34 · N35 |